# Heinrich Bischoff (Altphilologe)
Heinrich Bischoff (* 9. August 1906 in München; † 7. August 1941 in Bobriza, Sowjetunion) war ein deutscher Klassischer Philologe.
Heinrich Bischoff, der Sohn des Verwaltungsamtmannes Alfred Bischoff und seiner Frau Rosa (geborene Bedel), besuchte die Volksschule in München und seit 1917 das Gymnasium in Pasing. Nach der Reifeprüfung am 25. März 1926 studierte er vom Sommersemester 1926 bis zum Wintersemester 1928/1929 an der Universität München Klassische Philologie, Germanistik, Alte und Neuere Geschichte, Philosophie und Archäologie. Im Sommersemester 1929 wechselte er an die Universität Marburg, wo er sich auf die Klassische Philologie konzentrierte. Seine akademischen Lehrer in Marburg waren Ernst Lommatzsch, Paul Jacobsthal und Paul Friedländer. Im Dezember 1931 wurde Bischoff in Marburg mit der Dissertation Der Warner bei Herodot promoviert. Seine Doktorarbeit war vom Herodot-Spezialisten Felix Jacoby durchgesehen und vom Marburger Philologen Paul Friedländer betreut worden.
Nach der Promotion arbeitete Bischoff als Wissenschaftlicher Assistent an der Universität Halle-Wittenberg, wohin er seinem Doktorvater Friedländer 1932 gefolgt war. Hier habilitierte er sich 1936. Seine Habilitationsschrift beschäftigte sich mit den Gnomen Pindars und erschien zwei Jahre später im Verlag Triltsch in Würzburg. In dieser Zeit schrieb Bischoff auch mehrere kleinere Artikel, darunter Beiträge zur Realencyclopädie der classischen Altertumswissenschaft.
Beim Ausbruch des Zweiten Weltkriegs wurde Bischoff als Soldat eingezogen und an der Ostfront eingesetzt. Er fiel zu Beginn des Überfalls auf die Sowjetunion am 7. August 1941 als Gefreiter nördlich von Kiew und ruht vermutlich in der Kriegsgräberstätte Kyjiw-Sammelfriedhof.